# Raquel Welch
Raquel Welch est une actrice américaine née le 5 septembre 1940 à Chicago (Illinois) et morte le 15 février 2023 à Los Angeles (Californie). Elle remporte plusieurs concours de mannequinat avant de devenir actrice à Hollywood. Sa célébrité repose essentiellement sur sa beauté. 
En 1966, elle est tête d'affiche dans le film de science-fiction Le Voyage fantastique de Richard Fleischer, ce qui lui permet d'être remarquée et de signer un contrat avec la 20th Century Fox. Elle est prêtée au studio britannique Hammer grâce auquel elle devient célèbre en incarnant une sauvage préhistorique vêtue d'un bikini en peau de bête (en) dans Un million d'années avant J.C., film médiocre où elle n'a que trois lignes de dialogue mais dont l'affiche marque l'histoire du cinéma. Devenue un sex-symbol international, elle reste généralement confinée dans des rôles de femme bien proportionnée durant les années 1970 avec Fantasmes, Les Cent Fusils, Myra Breckinridge, Un colt pour trois salopards, Kansas City Bomber, Les Invitations dangereuses, Les Trois Mousquetaires, Wild Party, et Ambulances tous risques. Elle apparait également dans plusieurs émissions de variétés à la télévision.
Grâce à ses interprétations de personnages féminins forts, qui l'aident à briser le modèle du sex-symbol traditionnel, Welch devient une personnalité cinématographique unique qui fait d'elle une icône des années 1960 et 1970. Son ascension vers la célébrité au milieu des années 1960 est en partie attribuée à la fin de la promotion vigoureuse de la blonde platine par Hollywood,,. Sa scène d'amour avec Jim Brown dans Les Cent Fusils marque également l'histoire du cinéma avec sa représentation d'une relation interraciale. Elle remporte le Golden Globe de la meilleure actrice en 1974 pour son interprétation de Constance Bonacieux dans Les Trois Mousquetaires, qu'elle reprend dans sa suite On l'appelait Milady l'année suivante. Elle est également nommée au Golden Globe de la meilleure actrice dans un téléfilm pour son rôle dans Choisir sa mort (en) (1987). Son dernier film est How to Be a Latin Lover (2017). En 1995, elle est élue par le magazine Empire comme l'une des « 100 stars les plus sexy de l'histoire du cinéma ». Playboy l'a classe également à la troisième place de sa liste des « 100 stars les plus sexy du vingtième siècle ».

## Biographie

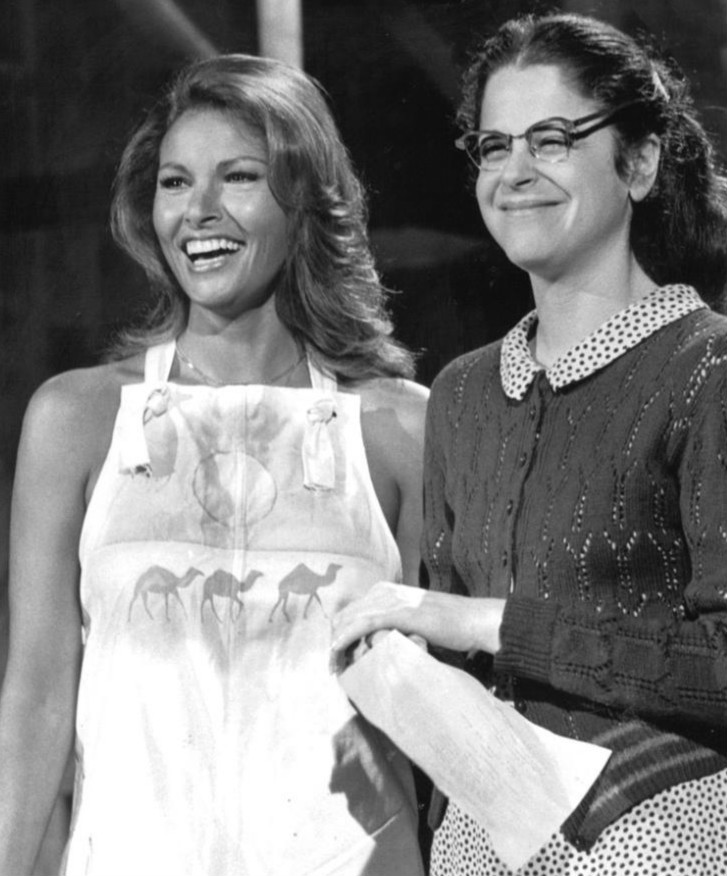
Raquel Welch et Gilda Radner au Saturday Night Live en 1976.

### Enfance et jeunesse
Jo Raquel Tejada naît le 5 septembre 1940 à Chicago d'un père bolivien, Armando Carlos Tejada Urquizo (1911-1976), ingénieur en aéronautique d'origine espagnole, et d'une mère américaine, Sarah Josephine Hall (1909-2000). Elle suit des cours de danse et de comédie en poursuivant ses études dans un lycée à La Jolla, Californie jusqu'en 1957 : la dernière année, elle gagne le concours « Miss Fairest of the Fair » à San Diego. Avant même ses vingt ans, elle décroche des titres dans des concours de beauté tels que « Miss Photogenic », « Miss Contour » et « Miss Maid of California ». En 1959, elle décide de prendre le nom de son premier mari, James Welch. Elle commence dans la vie active comme serveuse dans des soirées cocktails huppées puis devient mannequin en se faisant remarquer grâce à sa beauté ; elle obtient ensuite des rôles de « jolie fille » dans le cinéma à partir de 1964 après avoir été remarquée par le producteur Patrick Curtis (en) qui deviendra par la suite son deuxième mari.

### Carrière

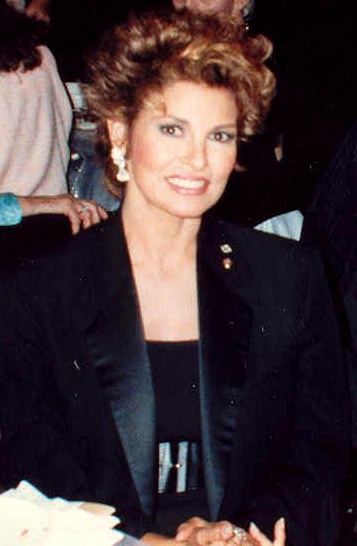
Raquel Welch au 39e Emmy Awards en 1987.

Après quelques apparitions télévisées (Le Virginien, Ma sorcière bien-aimée (on la voit à peine de trois quarts dos), puis croisant Charles Boyer, David Niven, Bing Crosby…), Raquel Welch accède au premier rôle dans le sketch Fata Elena réalisé par l'Italien Mauro Bolognini, face au Français Jean Sorel, extrait du film Les Ogresses dans lequel elle rivalise avec Monica Vitti, Claudia Cardinale et Capucine. Elle enchaîne avec Le Voyage fantastique et Un million d'années avant J.C., ce dernier surtout n'exclut pas une dose de kitsch et la sacre sex-symbol international. Elle fut considérée comme ayant « porté le premier bikini de l'histoire de l'humanité » (« wearing mankind's first bikini ») et le bikini de fourrure fut décrit comme le « look définitif des années 1960 »,.
Les années suivantes, elle a pour partenaires Marcello Mastroianni, Vittorio De Sica, James Stewart, Dean Martin, Frank Sinatra, Peter Sellers et Ringo Starr, Bill Cosby, Jean-Paul Belmondo, Burt Reynolds à plusieurs reprises, mais également Mae West et John Huston dans le culte et kitsch Myra Breckinridge et Richard Burton dans Barbe-Bleue d'Edward Dmytryk. Elle marque une prédilection pour l'action — le western en particulier, avec les deux classiques Bandolero ! et Les Cent Fusils — et l'humour, dirigée à l'occasion par Stanley Donen et Peter Yates voire James Ivory. Elle incarne Constance Bonacieux dans Les Trois Mousquetaires et On l'appelait Milady de Richard Lester, quelque peu évincée par Faye Dunaway en Milady.
La star retourne à la télévision, tournant dans la série Mork and Mindy avec Robin Williams et Pam Dawber en vedettes (1979), enchaînant téléfilms et séries (Loïs et Clark, Seinfeld, Spin City, Les Experts : Miami). Son contrat pour Rue de la sardine (Cannery Row) de David S. Ward (1982) ayant été dénoncé, et après avoir été remplacée par Debra Winger, elle engage et gagne un procès contre la MGM qui devra lui reverser 10 millions de dollars.
En 2001, c'est à une idole du glamour que rend hommage la comédie La Revanche d'une blonde avec Reese Witherspoon.

### Vie privée

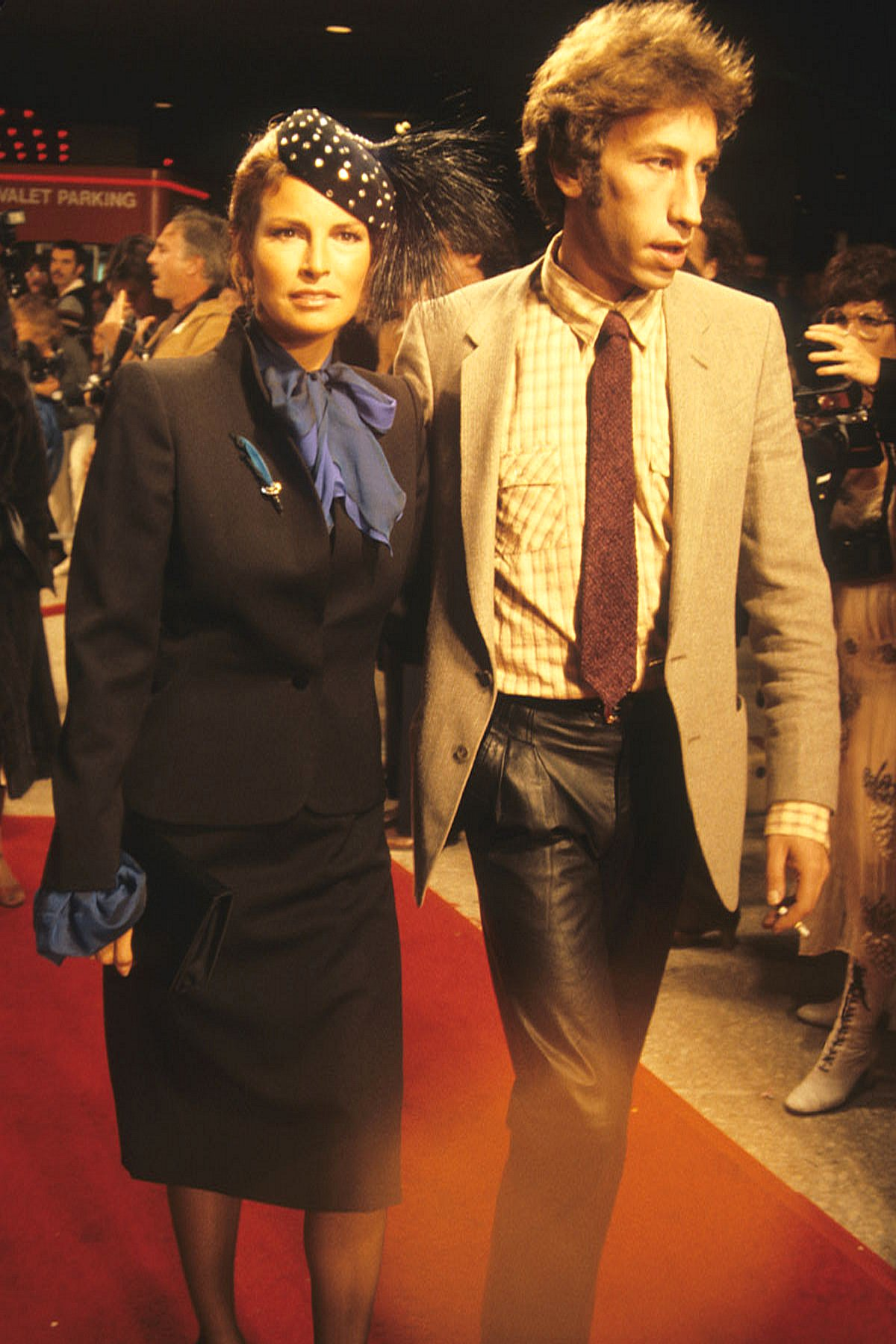
Raquel Welch et son troisième mari André Weinfeld en 1979, à la première du film The Rose.

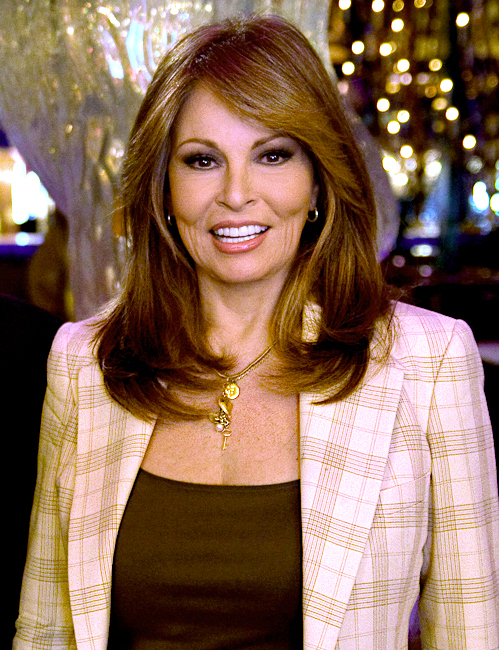
Raquel Welch en 2010.

Raquel Welch a été mariée à quatre reprises :
- de 1959 à 1964 avec James Welch avec lequel elle a deux enfants, Damon (né le 6 novembre 1959) et Latanne Rene dite Tahnee (née le 26 décembre 1961) ;
- de 1967 à 1972 avec Patrick Curtis (en) ;
- de 1980 à 1990 avec André Weinfeld ;
- de 1999 à 2008 avec Richard Palmer.

### Mort
Sa mort est annoncée via un communiqué de son manager le 15 février 2023, précisant que Raquel Welch « est décédée paisiblement […] après une brève maladie ». Atteinte de la maladie d'Alzheimer, elle est incinérée,.

## Filmographie

### Cinéma
- 1964 : La Maison de madame Adler (A House Is Not a Home), de Russell Rouse : Une Call Girl
- 1964 : L'Homme à tout faire (Roustabout), de John Rich : Une collégienne
- 1965 : Ne pas déranger s'il vous plaît (Do Not Disturb), de Ralph Levy : La femme dans le hall (non créditée)
- 1965 : A Swingin' Summer de Robert Sparr : Jeri
- 1966 : Le Voyage fantastique (Fantastic Voyage) de Richard Fleischer : Cora
- 1966 : Spara forte, più forte... non capisco d'Eduardo De Filippo avec Marcello Mastroianni : Tania Montini
- 1966 : Les Ogresses (Le Fate) sketch (Fata Elena), de Mauro Bolognini avec Jean Sorel : Elena
- 1966 : Un million d'années avant J.C. (One Million Years B.C.) de Don Chaffey : Loana
- 1967 : Le plus vieux métier du monde sketch (La Belle Époque) de Michael Pfleghar : Nini
- 1967 : Une fille nommée Fathom (Fathom), de Leslie H. Martinson : Fathom Harvill
- 1967 : Fantasmes (Bedazzled) de Stanley Donen avec Peter Cook, Dudley Moore : Lilian Lust
- 1968 : La Bande à César (The Biggest Bundle of Them All) de Ken Annakin avec Vittorio De Sica, Robert Wagner, Edward G. Robinson : Juliana
- 1968 : Bandolero ! d'Andrew V. McLaglen : Maria Stoner
- 1968 : La Femme en ciment (Lady in Cement) de Gordon Douglas : Kit Forrest
- 1969 : Les Cent Fusils (100 Rifles) de Tom Gries : Sarita
- 1969 : Tueur de filles (Flareup) de James Neilson avec James Stacy : Michele
- 1969 : The Magic Christian de Joseph McGrath : La prêtresse au fouet
- 1970 : Myra Breckinridge de Michael Sarne (en) : Myra Breckinridge
- 1971 : Le Péché (The Beloved) de George Cosmatos avec Richard Johnson, Jack Hawkins, Flora Robson : Elena
- 1971 : Un colt pour trois salopards (Hannie Caulder) de Burt Kennedy : Hannie Caulder
- 1972 : Les Poulets (Fuzz) de Richard A. Colla : Eileen McHenry
- 1972 : Kansas City Bomber de Jerrold Freedman : K.C. Carr
- 1972 : Barbe-Bleue (Bluebeard) d'Edward Dmytryk et Luciano Sacripanti (de) : Magdalena
- 1973 : Les Invitations dangereuses (The Last of Sheila) d'Herbert Ross avec Richard Benjamin, Dyan Cannon, James Coburn, James Mason : Alice
- 1973 : Les Trois Mousquetaires (The Three Musketeers) de Richard Lester : Constance Bonacieux
- 1974 : On l'appelait Milady (The Four Musketeers) de Richard Lester : Constance Bonacieux
- 1975 : Wild Party (The Wild Party) de James Ivory : Queenie
- 1976 : Ambulances tous risques (Mother, Jugs & Speed) de Peter Yates : Jennifer dite « Jugs »
- 1977 : L'Animal de Claude Zidi : Jane Gardner
- 1977 : Le Prince et le Pauvre (Crossed Swords) de Richard Fleischer : Edith
- 1994 : Y a-t-il un flic pour sauver Hollywood ? (The Naked gun 33⅓: The Final Insult) de Peter Segal : elle-même
- 1998 : Chairman of the Board d'Alex Zamm : Grace Kosik
- 1998 : Folle d'elle de Jérôme Cornuau : Jacqueline
- 2001 : Tortilla Soup de María Ripoll (en) : Hortensia
- 2001 : La Revanche d'une blonde (Legally Blonde) de Robert Luketic : Mme Windham Vandermark
- 2006 : Forget About It (en) de BJ Davis : Christine DeLee
- 2017 : How to Be a Latin Lover de Ken Marino : Celeste

### Télévision

#### Téléfilms
- 1972 : The Special London Bridge Special (en) de David Winters : Juliet
- 1982 : La Loi des hautes plaines (en) de Mel Damski : une femme qui marche au loin
- 1987 : Right to Die (en) de Paul Wendkos : Emily Bauer
- 1988 : Scandal in a Small Town d'Anthony Page : Leda Beth Vincent
- 1989 : Trouble in Paradise (en) : Rachel
- 1993 : Tainted Blood (pt) : Elizabeth Hayes
- 1993 : Passion enflammée (en) (Torch Song) : Paula Eastman
- 1993 : Hollyrock-a-Bye Baby (en) : Shelly Millstone (voix)

#### Séries télévisées
- 1964 : Le Virginien (The Virginian) : une fille du saloon
- 1964 : Sur le pont, la marine ! (McHale's Navy) : le lieutenant Wilson
- 1964 : Ma sorcière bien-aimée (S01EP09) (Bewitched) : une hôtesse de l'air
- 1964 : The Rogues (en) : Miss France
- 1965 : Wendy and Me (en) : Lila
- 1965 : The Baileys of Balboa (en) : Beverly
- 1979 : Mork and Mindy : le capitaine Nirvana
- 1993 : Evening Shade (en) : Cynthia Gibson
- 1995 : Loïs et Clark (Lois & Clark: The New Adventures of Lois & Clark) : Diana Stride
- 1995 : Central Park West : Diana Brock
- 1996 : Sabrina, l'apprentie sorcière (Sabrina, the Teenage Witch) : Vesta Spellman
- 1997 : Seinfeld : Raquel Welch
- 1997-2000 : Spin City : Abby Lassiter
- 2002 : American Family (en) : tante Dora
- 2004 : Touche pas à mes filles (8 Simple Rules) : Jackie
- 2008 : Welcome to The Captain (en) : Charlene Van Ark / Charlene Van Ness
- 2012 : Les Experts : Miami (CSI Miami) : Vina Navarro
- 2017 : Date My Dad (en) : Rosa

#### Clips vidéo
- 1994 : Flashbacks 2: Pop Parade avec Cher et Tom Jones

## Distinctions
- Étoile sur le Hollywood Walk of Fame inaugurée en 1996.

### Récompenses
- Golden Globes 1975 : Meilleure actrice dans un film musical ou une comédie pour Les Trois Mousquetaires
- Western Heritage Awards 1983 : Bronze Wrangler (en) pour La Loi des hautes plaines (en), partagé avec Roger Gimbel (en), Lee Levinson et Ed McBain
- Imagen Awards 2001 : prix pour l'ensemble de sa carrière
- CinEuphoria Awards 2019 : prix d'honneur

## Voix francophones
| - Nelly Benedetti dans : - Une fille nommée Fathom - La Bande à César - Bandolero ! - La Femme en ciment - Les Cent Fusils - Tueur de filles - Barbe-Bleue - Les Invitations dangereuses - Les Trois Mousquetaires - On l'appelait Milady - Michèle Bardollet dans : - Le Plus Vieux Métier du monde - Le Prix de la vérité (téléfilm) - Spin City (série télévisée) - Nicole Favart dans : - Les Poulets - Central Park West (série télévisée) | - Perrette Pradier dans : - The Wild Party - Y a-t-il un flic pour sauver Hollywood ? - Évelyn Séléna dans : - Ambulances tous risques - Le Prince et le Pauvre - Danielle Volle dans : - L'Animal - Le Muppet Show (série télévisée, 1er doublage) et aussi - Arlette Thomas dans Le Voyage fantastique - Janine Forney dans The Magic Christian - Jacqueline Cohen dans Un colt pour trois salopards - Stéphanie Lafforgue dans Le Muppet Show (série télévisée, 2d doublage) - Frédérique Tirmont dans La Revanche d'une blonde - Tania Torrens dans American Family (série télévisée) - Véronique Augereau dans House of Versace (téléfilm) |

## Publications
- (en) Raquel: The Raquel Welch Total Beauty and Fitness Program, Henry Holt and Company, 1984.
- (en) Raquel: Beyond the Cleavage, Weinstein Books, 2010.